# Forlaget Mixtur
Forlaget Mixtur er et dansk nodeforlag, der blev grundlagt i 2009 af organist Lasse Toft Eriksen og nodeforhandler Søren Storm Larsen. Forlaget udgiver primært dansk orgel- og kormusik, men har også udgivet større antologier med orgelmusik fra hele verden. Derudover har forlaget udgivet forskelligt undervisningsmateriale - skoler og inspirationsbøger.
Forlaget har udgivet musik af en lang række nyere danske komponister og arrangører, heriblandt:
Stefán Arason, Søren Birch, Michael Bojesen, Matti Borg, Henrik Colding-Jørgensen, Mads Damlund, Willy Egmose, Lasse Toft  Eriksen, Phillip Faber, John Frandsen, Mads Granum, Bo Grønbech, Bo Gunge, Per Günther, Flemming Christian Hansen, Bjarne Hersbo, Mads Høck, Leif Kayser, Merete Kuhlmann, Niels la Cour, Bernhard Lewkovitch, Jakob Lorentzen, Jesper Madsen, Leif Martinussen, Peter Møller, Christian Præstholm og Jesper Topp.

## Hædersbevisninger
Lasse Toft Eriksen modtog i 2024 Frobeniusfondens Store Pris på 250.000 kr. for sit engagement i kirkemusikken, og herunder ikke mindst "... for en imponerende indsats med nodeudgivelser af orgel- og kormusik på forlaget Mixtur til glæde og gavn for kirkemusikken i hele landet, men også udover landets grænser".

## Peter Møller
Især den danske komponist Peter Møller (1947-1999) har fået mange værker udgivet på Forlaget Mixtur.
Bl.a. bogen Peter Møller Salmemelodier med 110 af hans salmemelodier; en udgivelse med Tre sangmesser for sang og orgel; samt fire bind med klavermusik:
- Det Gamle Flygels Fortællinger 24 Præludier og Fugaer for klaver
- Chaconne efter J.S. Bach for klaver fra Partita nr. 2 i d-mol for soloviolin
- Eros Fem old-græske og -romerske kærlighedssange uden ord for klaver
- Dagbogsblade og andre mindre klaverstykker

## Antologier
Forlaget Mixtur har udgivet tre større antologier med orgelmusik:
- Danske orgelkoraler - 303 koralbearbejdelser - musik fra barokken og frem til vor tid (2015)
- Når dagen hælder - Orgelmusik til begravelser - 133 orgelsatser fra barokken og til vor tid (2020)
- Alle tiders orgelmusik - 250 orgelstykker fra renæssancen og frem til vor tid (2022)[4]

Et udpluk af navne fra disse er: Bach, Balbastre, Brahms, Buxtehude, Böellmann, Böhm, Daquin, Franck, Gade, Grieg, Haydn, Heise, Händel, Langgaard, Lauridsen, Lindorff-Larsen, Mendelssohn, Mozart, Nielsen, Scheibe og Vivaldi.